# Taghi Rouhani
Mohammad Taghi Rouhani Moghaddam (en persa: تقی روحانی; Teherán, 26 de julio de 1920-Ibídem, 25 de junio de 2013), comúnmente conocido como Taghi Rouhani, fue un locutor de radio iraní.

## Biografía
Taghi Rahmani fue anfitrión de un concurso llamado 20 preguntas. Trabajó para NIRT (Radio y Televisión Nacional Iraní). Después de la Revolución Islámica, fue condenado por el Tribunal Revolucionario a cinco años de prisión tras ser declarado culpable de "obstrucción a la revolución del pueblo" y 80 latigazos por beber alcohol. Antes de ser trasladado a la prisión, fue secuestrado por unos desconocidos. Su cuerpo fue encontrado unos días más tarde paralizado y con daño cerebral por una brutal paliza. No fue capaz de hablar y moverse hasta su muerte.